# Amira & Sam
Amira & Sam es una película de comedia romántica estadounidense de 2014 escrita y dirigida por Sean Mullin y producida por Terry Leonard, Erich Lochner y Matt Miller con los productores ejecutivos James Ponsoldt, Meg Montagnino-Jarrett y Peter Sobiloff. Ambientada en la ciudad de Nueva York, la película trata sobre Sam, un soldado estadounidense, y Amira, una inmigrante ilegal de Irak. Drafthouse Cinemas dse encargó de los derechos de distribución.
La película tiene varios elementos de la historia, incluidos el capitalismo, la inmigración, la vida después del ejército y el intento de tener éxito en el mundo del entretenimiento.

## Reparto
- Dina Shihabi como Amira Jafari
- Martin Starr como Sam Seneca
- Laith Nakli como Bassam Jafari
- Paul Wesley como Charlie Senec
- David Rasche como Jack
- Ross Marquand como Gre
- Taylor Wilcox como Claire Séneca
- Teddy Cañez como Oficial Vélez

## Producción
Gran parte de la película se rodó en Staten Island.
Shihabi y Naikli usaron un entrenador de dialectos iraquíes, uno de los amigos de Nakli, para refinar su árabe. El dialecto nativo de Shihabi es una forma de árabe levantino, mientras que ella usó el árabe iraquí en la película.
Nakli también se desempeñó como productor asociado en reconocimiento a las contribuciones que hizo a la película.
El director, Mullin, usó las sugerencias de los actores para dar forma a la película y hubo períodos en los que los actores improvisaron.
Al final de la película, se escucha la canción "Havre de Grace" de Zerobridge.

## Estreno
El estreno estaba previsto para principios de 2015. Se planeó un estreno teatral limitado, programado para el 30 de enero de 2015. El lanzamiento en video bajo demanda estaba programado para el mismo día. Además, la película estaría disponible en video casero y formatos digitales. Amira & Sam recaudó $31,849 en taquilla.